# Eddie Pope
George Edward Pope (* 24. prosince 1973 Greensboro) je bývalý americký fotbalový obránce. V roce 2010 byl uveden do Síně slávy fotbalu v USA. Většinu své hráčské kariéry hrál v D.C. United, kde oslavil vítězství v Lize mistrů, Major League Soccer (třikrát) a US Open Cupu.

## Klubová kariéra
Pope byl v draftu 1996 vybrán na 2. místě D.C. United. Ve své první sezoně v D.C. odehrál pouze polovinu sezony, jelikož se s národním týmem připravoval na nadcházející olympijské hry. I přesto nastoupil do 18 zápasů a pomohl D.C. do finále. Po 90 minutách finálového utkání proti Los Angeles Galaxy byl stav 2:2 a následovalo prodloužení. V jeho 4. minutě kopalo D.C. rohový kop, kterého se ujal Marco Etcheverry a jeho centr Pope úspěšně nasměroval do brány a díky pravidlu zlatého gólu vyhrál D.C. titul. V sezoně 1997 byl jmenován obráncem roku, nejlepší XI soutěže a pomohl k zisku druhého titulu. V roce 1998 Pope pomohl k vítězství v Lize mistrů a v Copa Interamericana, kde rozhodl finálové utkání proti brazilskému CR Vasco da Gama.
V prosinci 2002 byl spolu s Jaimem Morenem a Richiem Williamsem vyměněn do MetroStars. Stal se zde kapitánem a dvakrát v řadě byl jmenován do nejlepší XI soutěže. Po sezoně 2004 byl vyměněn do Real Salt Lake. V červnu 2007 oznámil, že po sezoně ukončí kariéru. Dne 11. března 2011 byl jmenován do Síně slávy fotbalu v USA.